# Mouriri monopora
Mouriri monopora är en tvåhjärtbladig växtart som beskrevs av Thomas Morley. Mouriri monopora ingår i släktet Mouriri och familjen Melastomataceae. Inga underarter finns listade i Catalogue of Life.